# Vila Valério
Vila Valério – miasto i gmina w Brazylii, w stanie Espírito Santo. Znajduje się w mezoregionie Noroeste Espírito-Santense i mikroregionie Nova Venécia.